# دگروالدینی

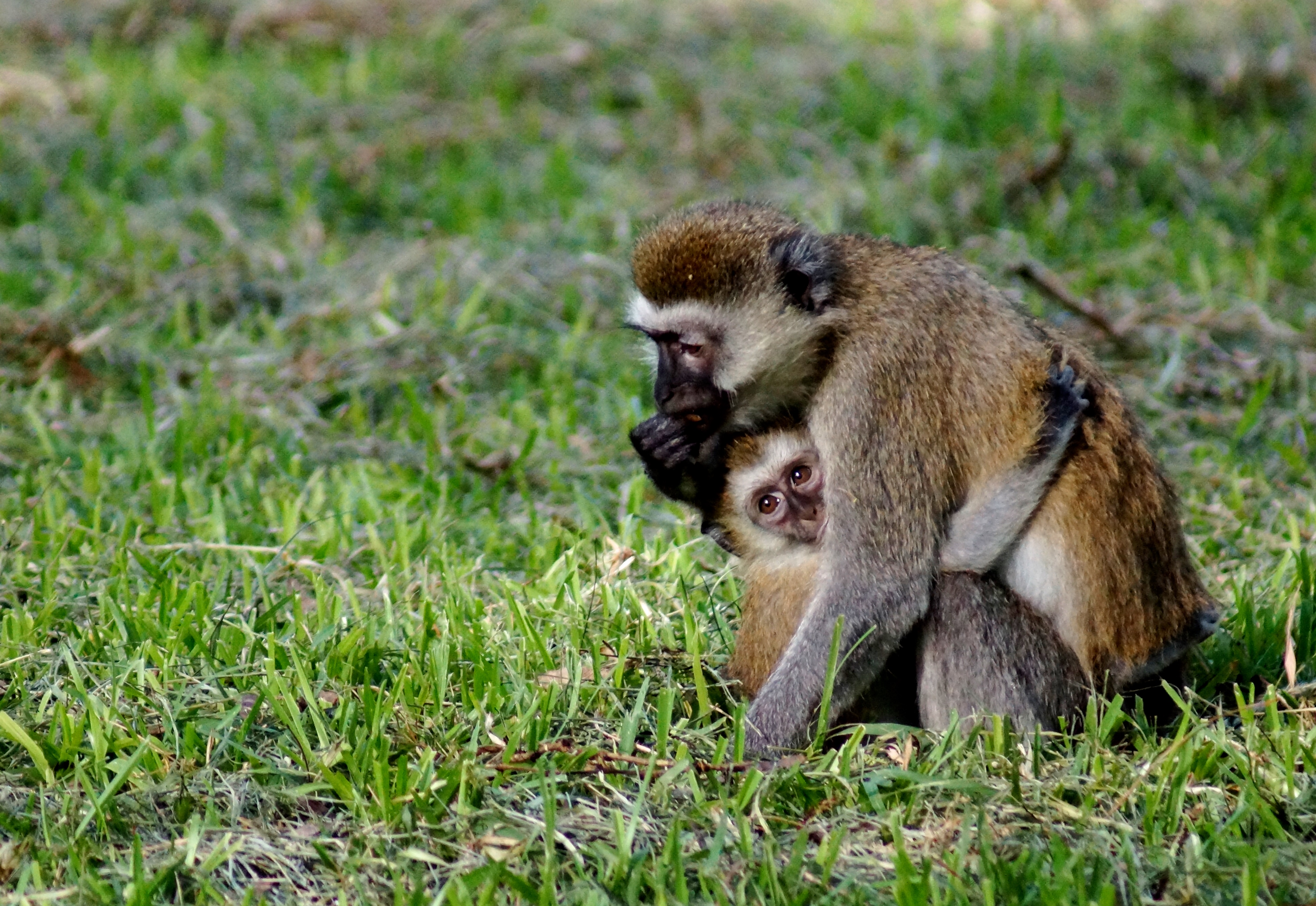
میمون مخملی با یک نوجوان در تانزانیا

دگروالدینی یا دگرفرزندپروری (به انگلیسی: Alloparenting) (یا alloporental)، اصطلاحی است که برای طبقه‌بندی هر نوع مراقبت والدینی که توسط یک فرد نسبت به یک جوان غیرنسلی ارائه می‌شود به کار می‌رود. غیرنسلی به هر جوانی گفته می‌شود که زاده ژنتیکی مستقیم فرد نباشد اما جوانان مرتبط مانند خواهر و برادر یا نوه را مستثنی نمی‌کند. افرادی که این مراقبت را ارائه می‌دهند با استفاده از اصطلاح خنثی alloparent (یاریگر) نامیده می‌شوند.